# مورچه‌تپه
مورچه تپه مربوط به هزاره ۱- دوره ساسانیان است و در شهرستان خدابنده، بخش مرکزی، روستای نور آباد واقع شده و این اثر در تاریخ ۲۴ تیر ۱۳۸۲ با شمارهٔ ثبت ۹۱۹۰ به‌عنوان یکی از آثار ملی ایران به ثبت رسیده است.